# 佐竹義隣
佐竹 義隣（さたけ よしちか）は、江戸時代前期から中期にかけての佐竹氏一門の佐竹北家8代当主。佐竹北家角館初代所預。

## 略歴
権大納言・高倉永慶の次男として誕生。
佐竹北家は、先代当主義直が宗家の世嗣となったため、元和7年（1621年）に一度絶えたが、義隣の母が佐竹義宣の妹であったため、寛永5年（1628年）に北家を相続して再興させた。明暦2年（1656年）には、断絶した蘆名氏に代わり角館所預（城代）となり、3,600石を領した。故郷を懐かしんで、京に似た地形の角館の山河に「小倉山」、「加茂川」などと命名した。
天和元年（1681年）、隠居して家督を嫡男・義明に譲った。

## 系譜
- 父：高倉永慶
- 母：佐竹義重娘
- 正室：佐竹義直娘
  - 長男：佐竹義明 - 義明以降佐竹北家は、義命、義拠、義邦、義躬、義文、義術、義許、義倫と幕末に続き、義尚の代に男爵となったが、孫の敬治郎が爵位を返上した。現秋田県知事の佐竹敬久は敬治郎の外孫である。
  - 次男：佐竹義秀 - 東家を継いだ弟・義寛の養子となり東家を相続、その孫の義道（義秀長男義本の子）は、佐竹壱岐守家を相続し秋田新田藩主となった。義道の長男義明は本家久保田藩主家を相続、次男義敏は新田藩を相続、四男は蜂須賀家に養子入りして蜂須賀重喜を名乗り徳島藩主となった。
- 生母不明の子女
  - 女子：多賀谷隆経室
  - 女子：戸村義般室